# Francesco di Maria
Francesco di Maria (né à Naples en 1623, où il est mort en 1690) est un peintre italien baroque qui fut actif au XVIIe siècle près de sa ville natale. Il a été l'élève du Domenichino et mentor (au début) de Francesco Solimena, Giacomo del Po et Paolo de Matteis.

## Biographie
Francesco di Maria est un peintre baroque de l'école napolitaine.